# Spring Grove (Minnesota)
Pour les articles homonymes, voir Spring Grove.
Spring Grove est une ville américaine située dans le Comté de Houston, dans le Minnesota. Selon le recensement de 2010, sa population est de 1 330 habitants.